# 吉備姬王
吉備姬王（きびひめのおおきみ・きびひめのみこ，？—643年10月28日） ，飛鳥時代日本皇族（王族）。
她的祖父是第29代天皇欽明天皇，祖母是蘇我堅鹽媛。樱井皇子的王女，母未詳，伯父第31代天皇用明天皇，姑母第33代天皇推古天皇。她嫁给茅渟王（第30代天皇敏达天皇皇子押坂彦人大兄皇子之子）为妃，生下了宝皇女（第35代天皇皇極天皇・第37代天皇齐明天皇）和轻王（第36代天皇孝德天皇）。受尊称吉備島皇祖母命。皇極天皇二年九月十一去世。